# Branca de Neve
Branca de Neve (portugiesisch für: Schneeweißchen oder Schneewittchen) ist ein Filmdrama des portugiesischen Regisseurs João César Monteiro aus dem Jahr 2000.
Es ist eine Adaption von Robert Walsers 1899 verfasster und 1901 erschienener Minidrama-Abwandlung des in Portugal unter dem Namen Branca de Neve bekannten Märchens Schneewittchen. Der Film und insbesondere Äußerungen des Regisseurs bei der Premiere sorgten in Portugal für einen Eklat.

## Handlung
Der Film geht der Frage nach, wie Schneewittchen reagiert hat, nachdem der Prinz sie ungefragt wachgeküsst hat. Schneewittchen ist im Grunde unzufrieden damit, dass der Prinz sie aus ihrem Traum geweckt hat, zumal mit einem Kuss, den sie ihm bei Bewusstsein nie gestattet hätte. Auch die Rechte, die er daraus für sich über sie ableitet, lehnt sie ab. Schließlich will sie ins Land der Träume und zu ihren sieben Zwergen zurück, weg von der Königin, die sie vergiften wollte und einen Jäger auf sie angesetzt hatte.
Der Film beginnt mit Fotografien des toten Robert Walser im Schnee und zeigt insgesamt nur etwa eine Viertelstunde lang bewegte Bilder, ansonsten bleibt die Leinwand schwarz und die Zuschauenden hören nur die Beteiligten reden.

## Produktion und Rezeption
Der Film wurde von der Filmproduktionsgesellschaft Madragoa Filmes zusammen mit dem öffentlich-rechtlichen Fernsehsender RTP produziert, mit finanzieller Unterstützung durch die Filmförderungsanstalt ICAM (heute ICA). Die ursprünglich angesetzten Produktionskosten von 270 Mio. Escudos (ca. 1,35 Mio. Euro) halbierten sich auf etwa 130 Mio., so dass auch der zugesagte knapp hälftige Zuschuss der ICAM sich auf 60 Mio. reduzierte.
Er feierte seine Premiere am 4. September 2000 bei den 57. Filmfestspielen von Venedig, wo er in der Sektion Nuovi Territori gezeigt wurde. In Portugal hatte er seinen Kinostart am 10. November 2000 und zählte danach 3.000 Besucher, für portugiesische Verhältnisse kein völliger Misserfolg. 2006 lief er in Italien im Fernsehen.
Die Vorpremiere am 9. November 2000 im Lissabonner Kino Monumental war dabei von einiger Aufregung geprägt, ausgelöst durch polemische Äußerungen des Regisseurs, der sich einiger Kritik stellen musste auf Grund des Unverständnis eines größeren Teils des Publikums für die überwiegend schwarz gebliebene Leinwand, darunter auch bekannte Persönlichkeiten wie Isabel Ruth. Auf entsprechend kritische Fragen verschiedener Fernsehreporter entgegnete Monteiro dabei in die Kameras, „das portugiesische Publikum möge sich f*****!“, nachdem er zuvor die Filmkritiker in gleicher Weise beschimpft hatte. Der Satz ging in die portugiesische Filmgeschichte ein. Er brachte Monteiro dabei keine besondere Popularität ein und befeuerte die zwischenzeitliche Diskussion über öffentliche Fördermittel für wenig publikumswirksame Filmproduktionen. Im Gegensatz dazu äußerten sich eine Reihe Filmschaffende und Filmkritiker anerkennend, darunter Manoel de Oliveira oder auch João Bénard da Costa, Leiter der Cinemateca Portuguesa, der in die gleichen Kameras sagte, er werde sich den Film sicher noch mehrmals ansehen wollen. Monteiro selbst erklärte die schwarze Leinwand damit, dass die Kinder die Geschichte auch nur mündlich erzählt bekommen hatten, zudem wollte er es als Kritik an der inzwischen konventionellen Fernsehästhetik verstanden wissen, die nichts mehr mit den Anforderungen an das kreative Medium Kino zu tun habe.
Die Filmkritik sah in Monteiros Film nicht nur ein mutiges und gewagtes Experiment, sondern auch den Versuch des Regisseurs, aus seiner nunmehr gewohnten Figur João de Deus seiner letzten Filme auszubrechen und eine neue Richtung in seinem Filmschaffen zu suchen.
Branca de Neve erschien 2003 mit umfangreichem Bonusmaterial als DVD bei Lusomundo, allein und als Teil einer DVD-Box mit einer Werkschau zum Werk Monteiros, in Zusammenarbeit mit der Cinemateca Portuguesa.